# 哈特福德鎮區 (密歇根州)
哈特福德鎮區（英語：Hartford Township）是位於美國密歇根州范布倫縣的一個行政鎮區。

## 地方資料
哈特福德鎮區的面積為87.60平方千米，當中陸地面積為87.30平方千米，而水域面積為0.30平方千米。根據2020年美國人口普查的數據，當地共有人口3021人，而人口密度為每平方千米34.49人。